# Smitsveen (Soest)

Smitsveen

Smitsveen is een woonwijk aan de zuidzijde van Soest. De wijk wordt begrensd door de Dalweg, Koningsweg en aan de oostzijde door de Nieuweweg. De wijk had in 2019 ongeveer 4800 inwoners. De wijk werd genoemd naar een Soester molenaar en boer die in de 18de eeuw grond bezat van de Eem tot de Wieksloot.
De woonwijk werd aangelegd tussen 1967 en 1972 en bestaat uit ruim duizend flatwoningen en 700 eengezinswoningen, waarvan ongeveer de helft koopwoningen. Veel van deze woningen zijn drive-inwoningen met de keuken en woonkamer op de eerste verdieping. In het middengebied en de noordoostelijke deel van de wijk staan 913 huurflats. De bebouwing bestaat uit haaks op elkaar staande blokken flats en laagbouw in een rechthoekige structuur.
Bij de aanleg werd gekozen om geen gemeenschappelijke tuinen bij de flats aan te leggen, maar de omgeving te bestemmen als openbaar groen. Bij de grote renovatie tussen 2002-2006 werd de Smitsweg afgesloten en werd aan het Smitsplein het breed educatief centrum "De Plantage" gebouwd. De voorzieningen van de wijk bestaan verder uit winkelcentrum Smitshof, vier basisscholen en een sporthal. De wijk heeft een eigen wijkbewonersteam.
’t Hart Soestdijk (Industrieterrein Soest - ’t Hart - Soestdijk) · 
Boerenstreek (Pijnenburg - Het Soesterveen - De Grachten - Boerenstreek) · 
De Eng Soest Midden (De Eng Noord West - De Eng - Soest Midden - Eemgebied - de Eng Zuid) ·  
Klaarwater · 
Overhees (De Zoom - Wieksloot - Overhees - Hees - Klein Engendaal - Klein Engendaal Noord) · 
Smitsveen ·  
Dorp Soesterberg (Soesterberg Noord - Soesterberg Oost - Leusderheide - Soesterberg Kom) · 
Soest-Zuid (Soest-Zuid - De Birkt - Soestduinen - Soester Duinen - Paltz - Vlasakkers)